# マーシャル郡 (イリノイ州)

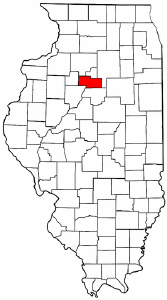
イリノイ州内の位置

マーシャル郡 (Marshall County) は、アメリカ合衆国イリノイ州に位置する郡である。人口は約11,980人（2015年推計）。郡庁所在地はw:Lacon, Illinoisである。

## 地理
アメリカ合衆国統計局によると、この郡は総面積1,032 km2 (399 mi2) である。このうち1,000 km2 (386 mi2) が陸地で32 km2 (12 mi2) が水地域である。総面積の3.12%が水地域となっている。

## 人口動静
2000年国勢調査で、この郡は人口13,180人、5,225世帯、及び3,720家族が暮らしている。人口密度は13/km2 (34/mi2) である。6/km2 (15/mi2) の平均的な密度に5,914軒の住宅が建っている。この郡の人種的な構成は白人98.19%、アフリカン・アメリカン0.35%、先住民0.22%、アジア0.25%、太平洋諸島系0.01%、その他の人種0.25%、及び混血0.74%である。ここの人口の1.05%はヒスパニックまたはラテン系である。
この郡内の住民は23.50%が18歳未満の未成年、18歳以上24歳以下が7.20%、25歳以上44歳以下が25.60%、45歳以上64歳以下が24.90%、及び65歳以上が18.80%にわたっている。中央値年齢は41歳である。女性100人ごとに対して男性は96.00人である。18歳以上の女性100人ごとに対して男性は94.70人である。

この郡の世帯ごとの平均的な収入は41,576米ドルであり、家族ごとの平均的な収入は48,061米ドルである。男性は35,765米ドルに対して女性は21,452米ドルの平均的な収入がある。この郡の一人当たりの収入 (per capita income) は19,065米ドルである。人口の5.60%及び家族の3.80%は貧困線以下である。全人口のうち18歳未満の6.90%及び65歳以上の5.40%は貧困線以下の生活を送っている。

## 都市及び町
- ホープウェル
- Henry
- La Rose
- Lacon
- Sparland
- Toluca
- Varna
- Washburn
- Wenona